# Amydrium zippelianum
Amydrium zippelianum — квіткова рослина з роду Amydrium родини ароїдних. Його малюнок дуже характерний, і іноді його культивують як декоративну рослину.

## Розповсюдження
Його рідним ареалом є Центральна Малезія до Нової Гвінеї. Часто зустрічається, але рідко зараз зустрічається на Філіппінах, Сулавесі, Хальмахері, островах Талауд, Іріан-Джая та Папуа-Новій Гвінеї.

## Середовище існування
Первинний низинний до нижнього гірського тропічного лісу, іноді у відростанні або як бур'ян на плантаціях.

## Медичне використання
Його листя можна використовувати як традиційні ліки від хворих ребер.